# Vilniaus šilumos tinklai

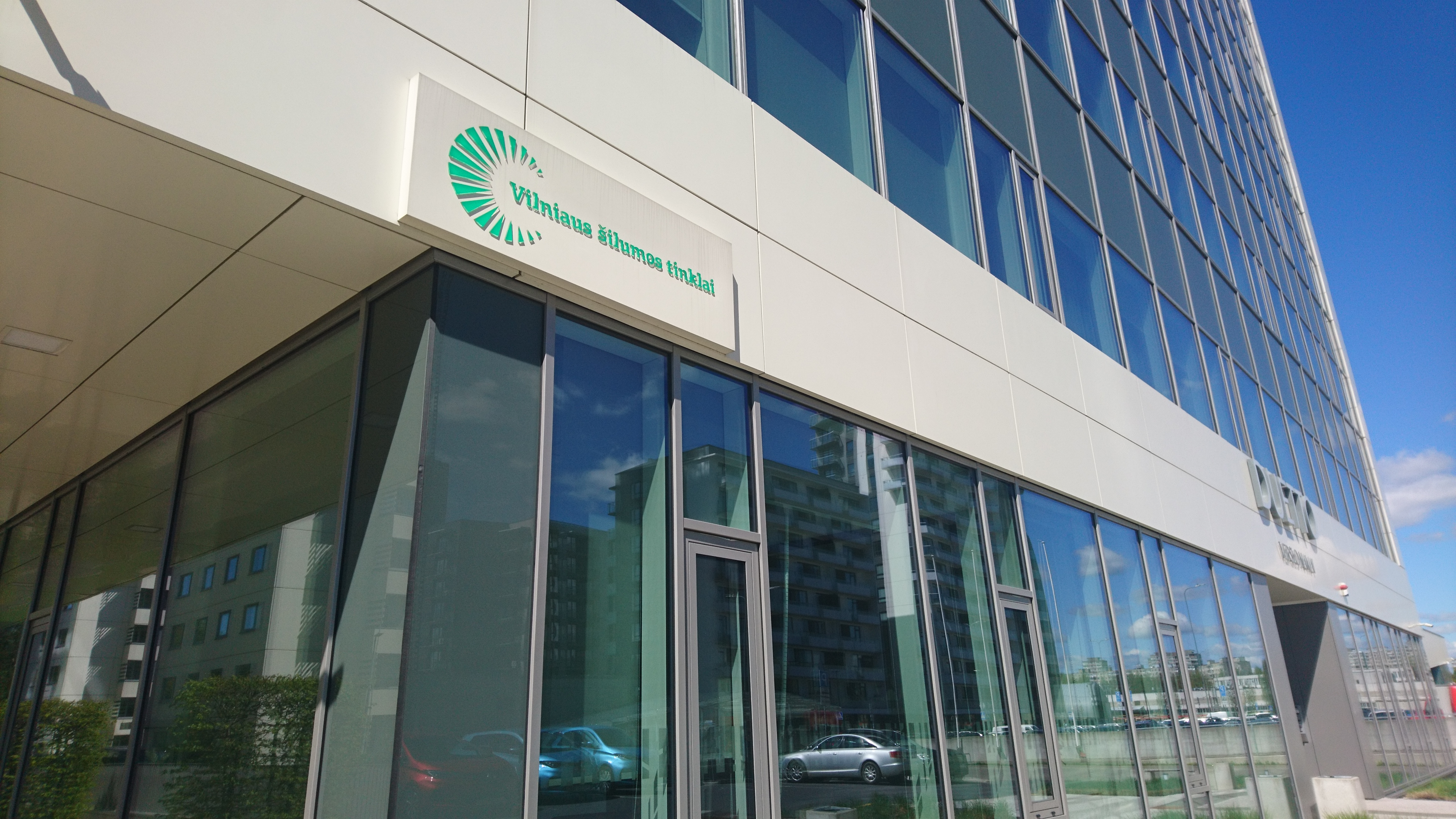
Sitz in Viršuliškės

Die Aktiengesellschaft Vilniaus šilumos tinklai ist ein  Energieversorgungsunternehmen mit Hauptsitz in der litauischen Hauptstadt Vilnius. Es bietet die Fernwärmeversorgung und betreibt hierfür unter anderem das Heizkraftwerk VE-3. Als kommunales Unternehmen gehört es der Stadtgemeinde Vilnius. 1999 erzielte man einen Umsatz von 331,9 Mio. Litas (96,12 Mio. Euro). 2000 beschäftigte SP AB Vilniaus šilumos tinklai 2.285 Mitarbeiter. Die Verwaltung befindet sich im Bürogebäude Duetto im Stadtteil Viršuliškės der Stadt Vilnius.